# Coupe de France de rugby à XIII 1948-1949
Navigation
Édition précédente Édition suivante
La Coupe de France de rugby à XIII 1948-1949 est la 11e édition de la Coupe de France, compétition à élimination directe mettant aux prises des clubs de rugby à XIII amateurs et professionnels affiliés à la Fédération française de jeu à XIII (aujourd'hui Fédération française de rugby à XIII).

## Phase finale
|  | Huitièmes de finale                                            | Huitièmes de finale              | Huitièmes de finale              | Huitièmes de finale              |             |             | Quarts de finale            | Quarts de finale            | Quarts de finale            | Quarts de finale            |  |  | Demi-finales               | Demi-finales               | Demi-finales               | Demi-finales               |  |  | Finale                     | Finale                     | Finale                     | Finale                     |
|  |                                                                |                                  |                                  |                                  |             |             |                             |                             |                             |                             |  |  |                            |                            |                            |                            |  |  |                            |                            |                            |                            |
|  | Le 27 février 1949 à Carcassonne                               | Le 27 février 1949 à Carcassonne | Le 27 février 1949 à Carcassonne | Le 27 février 1949 à Carcassonne |             |             | Le 27 mars 1949 à Perpignan | Le 27 mars 1949 à Perpignan | Le 27 mars 1949 à Perpignan | Le 27 mars 1949 à Perpignan |  |  | Le 1er mai 1949 à Toulouse | Le 1er mai 1949 à Toulouse | Le 1er mai 1949 à Toulouse | Le 1er mai 1949 à Toulouse |  |  | Le 15 mai 1949 à Marseille | Le 15 mai 1949 à Marseille | Le 15 mai 1949 à Marseille | Le 15 mai 1949 à Marseille |
|  | Marseille                                                      | Marseille                        | 9                                | 9                                |             |             | Le 27 mars 1949 à Perpignan | Le 27 mars 1949 à Perpignan | Le 27 mars 1949 à Perpignan | Le 27 mars 1949 à Perpignan |  |  | Le 1er mai 1949 à Toulouse | Le 1er mai 1949 à Toulouse | Le 1er mai 1949 à Toulouse | Le 1er mai 1949 à Toulouse |  |  | Le 15 mai 1949 à Marseille | Le 15 mai 1949 à Marseille | Le 15 mai 1949 à Marseille | Le 15 mai 1949 à Marseille |
|  | Marseille                                                      | Marseille                        | 9                                | 9                                |             |             | Le 27 mars 1949 à Perpignan | Le 27 mars 1949 à Perpignan | Le 27 mars 1949 à Perpignan | Le 27 mars 1949 à Perpignan |  |  | Le 1er mai 1949 à Toulouse | Le 1er mai 1949 à Toulouse | Le 1er mai 1949 à Toulouse | Le 1er mai 1949 à Toulouse |  |  | Le 15 mai 1949 à Marseille | Le 15 mai 1949 à Marseille | Le 15 mai 1949 à Marseille | Le 15 mai 1949 à Marseille |
|  | Cavaillon                                                      | Cavaillon                        | 2                                | 2                                |             |             | Le 27 mars 1949 à Perpignan | Le 27 mars 1949 à Perpignan | Le 27 mars 1949 à Perpignan | Le 27 mars 1949 à Perpignan |  |  | Le 1er mai 1949 à Toulouse | Le 1er mai 1949 à Toulouse | Le 1er mai 1949 à Toulouse | Le 1er mai 1949 à Toulouse |  |  | Le 15 mai 1949 à Marseille | Le 15 mai 1949 à Marseille | Le 15 mai 1949 à Marseille | Le 15 mai 1949 à Marseille |
|  | Cavaillon                                                      | Cavaillon                        | 2                                | 2                                | Marseille   | Marseille   | 24                          | 24                          |                             |                             |  |  | Le 1er mai 1949 à Toulouse | Le 1er mai 1949 à Toulouse | Le 1er mai 1949 à Toulouse | Le 1er mai 1949 à Toulouse |  |  | Le 15 mai 1949 à Marseille | Le 15 mai 1949 à Marseille | Le 15 mai 1949 à Marseille | Le 15 mai 1949 à Marseille |
|  | Le 27 février 1949 à Facture                                   |                                  |                                  |                                  | Marseille   | Marseille   | 24                          | 24                          |                             |                             |  |  | Le 1er mai 1949 à Toulouse | Le 1er mai 1949 à Toulouse | Le 1er mai 1949 à Toulouse | Le 1er mai 1949 à Toulouse |  |  | Le 15 mai 1949 à Marseille | Le 15 mai 1949 à Marseille | Le 15 mai 1949 à Marseille | Le 15 mai 1949 à Marseille |
|  |                                                                |                                  | Libourne                         | Libourne                         | 13          | 13          |                             |                             |                             |                             |  |  | Le 1er mai 1949 à Toulouse | Le 1er mai 1949 à Toulouse | Le 1er mai 1949 à Toulouse | Le 1er mai 1949 à Toulouse |  |  | Le 15 mai 1949 à Marseille | Le 15 mai 1949 à Marseille | Le 15 mai 1949 à Marseille | Le 15 mai 1949 à Marseille |
|  | Libourne                                                       | Libourne                         | Libourne                         | Libourne                         | 13          | 13          | 12                          | 12                          |                             |                             |  |  | Le 1er mai 1949 à Toulouse | Le 1er mai 1949 à Toulouse | Le 1er mai 1949 à Toulouse | Le 1er mai 1949 à Toulouse |  |  | Le 15 mai 1949 à Marseille | Le 15 mai 1949 à Marseille | Le 15 mai 1949 à Marseille | Le 15 mai 1949 à Marseille |
|  | Libourne                                                       | Libourne                         | Le 27 mars 1949 à Valence-d'Agen |                                  |             |             | 12                          | 12                          |                             |                             |  |  | Le 1er mai 1949 à Toulouse | Le 1er mai 1949 à Toulouse | Le 1er mai 1949 à Toulouse | Le 1er mai 1949 à Toulouse |  |  | Le 15 mai 1949 à Marseille | Le 15 mai 1949 à Marseille | Le 15 mai 1949 à Marseille | Le 15 mai 1949 à Marseille |
|  | Arcachon                                                       | Arcachon                         | 6                                | 6                                |             |             |                             |                             |                             |                             |  |  | Le 1er mai 1949 à Toulouse | Le 1er mai 1949 à Toulouse | Le 1er mai 1949 à Toulouse | Le 1er mai 1949 à Toulouse |  |  | Le 15 mai 1949 à Marseille | Le 15 mai 1949 à Marseille | Le 15 mai 1949 à Marseille | Le 15 mai 1949 à Marseille |
|  | Arcachon                                                       | Arcachon                         | 6                                | 6                                | Marseille   | Marseille   | 25                          | 25                          |                             |                             |  |  |                            |                            |                            |                            |  |  | Le 15 mai 1949 à Marseille | Le 15 mai 1949 à Marseille | Le 15 mai 1949 à Marseille | Le 15 mai 1949 à Marseille |
|  |                                                                |                                  |                                  |                                  | Marseille   | Marseille   | 25                          | 25                          |                             |                             |  |  |                            |                            |                            |                            |  |  | Le 15 mai 1949 à Marseille | Le 15 mai 1949 à Marseille | Le 15 mai 1949 à Marseille | Le 15 mai 1949 à Marseille |
|  |                                                                |                                  | Bordeaux                         | Bordeaux                         | 12          | 12          |                             |                             |                             |                             |  |  |                            |                            |                            |                            |  |  | Le 15 mai 1949 à Marseille | Le 15 mai 1949 à Marseille | Le 15 mai 1949 à Marseille | Le 15 mai 1949 à Marseille |
|  | Bordeaux                                                       | Bordeaux                         | Bordeaux                         | Bordeaux                         | 12          | 12          | ?                           | ?                           |                             |                             |  |  |                            |                            |                            |                            |  |  | Le 15 mai 1949 à Marseille | Le 15 mai 1949 à Marseille | Le 15 mai 1949 à Marseille | Le 15 mai 1949 à Marseille |
|  | Bordeaux                                                       | Bordeaux                         | Le 1er mai 1949 à Paris          |                                  |             |             | ?                           | ?                           |                             |                             |  |  |                            |                            |                            |                            |  |  | Le 15 mai 1949 à Marseille | Le 15 mai 1949 à Marseille | Le 15 mai 1949 à Marseille | Le 15 mai 1949 à Marseille |
|  | ?                                                              | ?                                | ?                                | ?                                |             |             |                             |                             |                             |                             |  |  |                            |                            |                            |                            |  |  | Le 15 mai 1949 à Marseille | Le 15 mai 1949 à Marseille | Le 15 mai 1949 à Marseille | Le 15 mai 1949 à Marseille |
|  | ?                                                              | ?                                | ?                                | ?                                | Bordeaux    | Bordeaux    | 32                          | 32                          |                             |                             |  |  |                            |                            |                            |                            |  |  | Le 15 mai 1949 à Marseille | Le 15 mai 1949 à Marseille | Le 15 mai 1949 à Marseille | Le 15 mai 1949 à Marseille |
|  | Le 27 février 1949 à Perpignan                                 |                                  |                                  |                                  | Bordeaux    | Bordeaux    | 32                          | 32                          |                             |                             |  |  |                            |                            |                            |                            |  |  | Le 15 mai 1949 à Marseille | Le 15 mai 1949 à Marseille | Le 15 mai 1949 à Marseille | Le 15 mai 1949 à Marseille |
|  |                                                                |                                  | Lézignan                         | Lézignan                         | 19          | 19          |                             |                             |                             |                             |  |  |                            |                            |                            |                            |  |  | Le 15 mai 1949 à Marseille | Le 15 mai 1949 à Marseille | Le 15 mai 1949 à Marseille | Le 15 mai 1949 à Marseille |
|  | Lézignan                                                       | Lézignan                         | Lézignan                         | Lézignan                         | 19          | 19          | 13                          | 13                          |                             |                             |  |  |                            |                            |                            |                            |  |  | Le 15 mai 1949 à Marseille | Le 15 mai 1949 à Marseille | Le 15 mai 1949 à Marseille | Le 15 mai 1949 à Marseille |
|  | Lézignan                                                       | Lézignan                         | Le 27 mars 1949 à Toulouse       |                                  |             |             | 13                          | 13                          |                             |                             |  |  |                            |                            |                            |                            |  |  | Le 15 mai 1949 à Marseille | Le 15 mai 1949 à Marseille | Le 15 mai 1949 à Marseille | Le 15 mai 1949 à Marseille |
|  | Béziers                                                        | Béziers                          | 3                                | 3                                |             |             |                             |                             |                             |                             |  |  |                            |                            |                            |                            |  |  | Le 15 mai 1949 à Marseille | Le 15 mai 1949 à Marseille | Le 15 mai 1949 à Marseille | Le 15 mai 1949 à Marseille |
|  | Béziers                                                        | Béziers                          | 3                                | 3                                | Marseille   | Marseille   | 12                          | 12                          |                             |                             |  |  |                            |                            |                            |                            |  |  |                            |                            |                            |                            |
|  | Le 27 février 1949 à Béziers                                   |                                  |                                  |                                  | Marseille   | Marseille   | 12                          | 12                          |                             |                             |  |  |                            |                            |                            |                            |  |  |                            |                            |                            |                            |
|  |                                                                |                                  | Carcassonne                      | Carcassonne                      | 9           | 9           |                             |                             |                             |                             |  |  |                            |                            |                            |                            |  |  |                            |                            |                            |                            |
|  | Carcassonne                                                    | Carcassonne                      | Carcassonne                      | Carcassonne                      | 9           | 9           | 49                          | 49                          |                             |                             |  |  |                            |                            |                            |                            |  |  |                            |                            |                            |                            |
|  | Carcassonne                                                    | Carcassonne                      |                                  |                                  |             |             |                             | 49                          |                             |                             |  |  |                            |                            |                            |                            |  |  |                            |                            |                            |                            |
|  | Avignon                                                        | Avignon                          | 0                                | 0                                |             |             |                             |                             |                             |                             |  |  |                            |                            |                            |                            |  |  |                            |                            |                            |                            |
|  | Avignon                                                        | Avignon                          | 0                                | 0                                | Carcassonne | Carcassonne | 5                           | 5                           |                             |                             |  |  |                            |                            |                            |                            |  |  |                            |                            |                            |                            |
|  | Le 27 février 1949 à Perpignan                                 |                                  |                                  |                                  | Carcassonne | Carcassonne | 5                           | 5                           |                             |                             |  |  |                            |                            |                            |                            |  |  |                            |                            |                            |                            |
|  |                                                                |                                  | Albi                             | Albi                             | 0           | 0           |                             |                             |                             |                             |  |  |                            |                            |                            |                            |  |  |                            |                            |                            |                            |
|  | Albi                                                           | Albi                             | Albi                             | Albi                             | 0           | 0           | 23                          | 23                          |                             |                             |  |  |                            |                            |                            |                            |  |  |                            |                            |                            |                            |
|  | Albi                                                           | Albi                             | Forfait de Villeneuve-sur-Lot    |                                  |             |             | 23                          | 23                          |                             |                             |  |  |                            |                            |                            |                            |  |  |                            |                            |                            |                            |
|  | Lyon                                                           | Lyon                             | 7                                | 7                                |             |             |                             |                             |                             |                             |  |  |                            |                            |                            |                            |  |  |                            |                            |                            |                            |
|  | Lyon                                                           | Lyon                             | 7                                | 7                                | Carcassonne | Carcassonne | 21                          | 21                          |                             |                             |  |  |                            |                            |                            |                            |  |  |                            |                            |                            |                            |
|  | Le 27 février 1949 à Perpignan et e 27 mars 1949 à Carcassonne |                                  |                                  |                                  | Carcassonne | Carcassonne | 21                          | 21                          |                             |                             |  |  |                            |                            |                            |                            |  |  |                            |                            |                            |                            |
|  |                                                                |                                  | Roanne                           | Roanne                           | 6           | 6           |                             |                             |                             |                             |  |  |                            |                            |                            |                            |  |  |                            |                            |                            |                            |
|  | Roanne                                                         | Roanne                           | Roanne                           | Roanne                           | 6           | 6           | 19                          | 19                          |                             |                             |  |  |                            |                            |                            |                            |  |  |                            |                            |                            |                            |
|  | Roanne                                                         | Roanne                           |                                  |                                  |             |             |                             | 19                          |                             |                             |  |  |                            |                            |                            |                            |  |  |                            |                            |                            |                            |
|  | XIII Catalan                                                   | XIII Catalan                     | 7                                | 7                                |             |             |                             |                             |                             |                             |  |  |                            |                            |                            |                            |  |  |                            |                            |                            |                            |
|  | XIII Catalan                                                   | XIII Catalan                     | 7                                | 7                                | Roanne      | Roanne      | -                           | -                           |                             |                             |  |  |                            |                            |                            |                            |  |  |                            |                            |                            |                            |
|  |                                                                |                                  |                                  |                                  | Roanne      | Roanne      | -                           | -                           |                             |                             |  |  |                            |                            |                            |                            |  |  |                            |                            |                            |                            |
|  |                                                                |                                  | Villeneuve-sur-Lot               | Villeneuve-sur-Lot               | -           | -           |                             |                             |                             |                             |  |  |                            |                            |                            |                            |  |  |                            |                            |                            |                            |
|  | Villeneuve-sur-Lot                                             | Villeneuve-sur-Lot               | Villeneuve-sur-Lot               | Villeneuve-sur-Lot               | -           | -           | ?                           | ?                           |                             |                             |  |  |                            |                            |                            |                            |  |  |                            |                            |                            |                            |
|  | Villeneuve-sur-Lot                                             | Villeneuve-sur-Lot               |                                  |                                  |             |             |                             | ?                           |                             |                             |  |  |                            |                            |                            |                            |  |  |                            |                            |                            |                            |
|  | ?                                                              | ?                                | ?                                | ?                                |             |             |                             |                             |                             |                             |  |  |                            |                            |                            |                            |  |  |                            |                            |                            |                            |
|  | ?                                                              | ?                                | ?                                | ?                                |             |             |                             |                             |                             |                             |  |  |                            |                            |                            |                            |  |  |                            |                            |                            |                            |
|  |                                                                |                                  |                                  |                                  |             |             |                             |                             |                             |                             |  |  |                            |                            |                            |                            |  |  |                            |                            |                            |                            |

## Finale - 15 mai 1949
(mt : 5 - 3)
Points marqués :
- Marseille : 2 essais de Césard (6e), Dop (53e) ; 2 transformations de Delaye (6e et 53e) ; 1 pénalité de Delaye (73e).
- Carcassonne : 3 essais de Thomas (35e), Vaslin (50e et 56e).

Arbitre : 
Évolution du score : 5-0, 5-3 (mi-temps), 5-6, 10-6, 10-9, 12-9.
Spectateurs : 25 000
Composition des équipes :
- Marseille : Louis Dehaye - Norbert Costa, André Hatchondo, André Rouzaud, Maurice André - Paul Césard (o), Jean Dop (m) - Ulysse Négrier, Élie Brousse, Raoul Pérez, Henri Durand, André Béraud, Marius Miseroux - Entraîneur : Jean Duhau
- Carcassonne : Puig-Aubert - Henri Vaslin , René Peytavy, Louis Llari, Fernand Thomas - Félix Bergèse (o), Roger Guilhem (m) - Édouard Ponsinet, Justin Py, Germain Calbète, Martin Martin, Pastor, Louis Mazon- Entraîneur : René Carruesco

L'affiche de la finale de la Coupe de France est la même qu'en Championnat de France qui se joue quant à elle le 22 mai 1949. Carcassonne accepte de rencontrer l'équipe de Marseille dans le stade de ce dernier. Carcassonne présente cette année un meilleur bilan comptable avec une première place en saison régulière en Championnat tandis que Marseille possède des éléments pouvant faire basculer une rencontre, la preuve en est avec le score sans appel de 22-0 sur Roanne sorti second du Championnat en demi-finale de cette même compétition. Toutefois, Marseille a obtenu un tableau plus abordable en Coupe de France en éliminant Libourne (7e du Championnat) en quart et Bordeaux (6e du Championnat), Carcassonne ayant de son côté éliminé Albi (3e du Championnat) puis Roanne (2e du Championnat). La finale est donc équilibrée et chacun présente une charnière séduisant avec côté Marseille Paul Césard-Jean Dop et côté carcassonnais Félix Bergèse-Roger Guilhem.
La finale se déroule devant près de 25 000 spectateurs, précédée d'une affluence de 30000 spectateurs lors de France-pays de Galles disputé le 10 avril 1949 dans ce même stade Vélodrome de Marseille. Avant la rencontre, Marseille présente l'équipe annoncée tandis que Carcassonne remplace Bertrand par René Peytavy. Les deux équipes débutent le match de plain-pied où de nombreux chocs les opposent. Après ces minutes de jauge, Marseille marque les premiers points sur une action en sortie de mêlée opérée par Marius Miseroux lançant les trois quarts avant que Hatchondo puis Césard se saisissent du ballon, ce dernier tape à suivre pour un essai de Dehez entre les poteaux avec une transformation réussie.

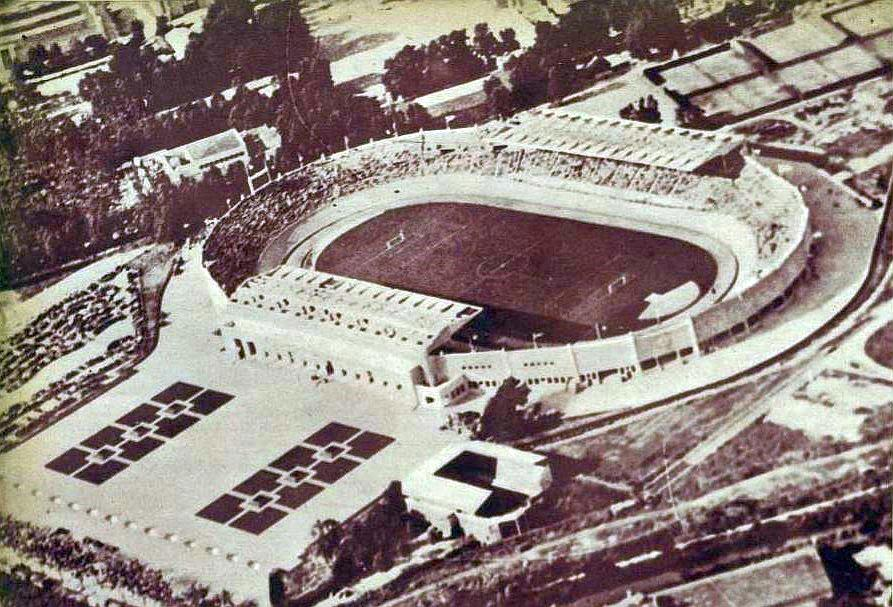
Le Stade Vélodrome de Marseille accueille la finale.

Les deux défenses prennent le dessus sur les velléités offensives, le Marseillais Rouzaud, auteur d'un grand match, effectue des coups de pied obligeant l'arrière perpignanais Puig-Aubert à reculer. C'est finalement une erreur à la 35e minute d'Élie Brousse qui perd le ballon après contact dans son camp et intercepté par Thomas qui relance Carcassonne avec un essai en coin de ce dernier que Puig-Aubert ne transforme pas peu en verve sur cette finale. À la mi-temps, le score est de 5-3 pour Marseille.
En début de seconde période, Carcassonne parvient à développer son jeu avec une échappée d'Édouard Ponsinet le long de la touche qui sert Vaslin pour le second essai de Carcassonne. Puig-Aubert manque la transformation en tapant la barre. Les deux équipes se rendent alors coup pour coup. La réaction marseillaise est immédiate puisque trois minutes après, Jean Dop s'échappe à la suite d'un cafouillage en mêlée pour un essai transformé entre les poteaux, tandis que Ponsinet est auteur d'une nouvelle échappée pour le second essai de Vaslin.
Dans les dix dernières minutes, Marseille obtient une pénalité éloigné des 40 mètres des poteaux que décide de tenter Delaye. Celui-ci la passe et permet à Marseille de conserve le trophée acquis en 1948.